# Adriana Achcińska
Adriana Achcińska (Lubań, 22 aprile 2002) è una calciatrice polacca, centrocampista del Colonia e della nazionale polacca.

## Statistiche

### Presenze e reti nei club
Statistiche (parziali) aggiornate al 17 maggio 2025.
| Stagione        | Squadra         | Campionato      | Campionato | Campionato | Coppe nazionali | Coppe nazionali | Coppe nazionali | Coppe continentali | Coppe continentali | Coppe continentali | Altre coppe | Altre coppe | Altre coppe | Totale | Totale |
| Stagione        | Squadra         | Comp            | Pres       | Reti       | Comp            | Pres            | Reti            | Comp               | Pres               | Reti               | Comp        | Pres        | Reti        | Pres   | Reti   |
| --------------- | --------------- | --------------- | ---------- | ---------- | --------------- | --------------- | --------------- | ------------------ | ------------------ | ------------------ | ----------- | ----------- | ----------- | ------ | ------ |
| 2018-2019       | SMS Łódź        | EK              | ?          | 3          | CP              | ?               | ?               | -                  | -                  | -                  | -           | -           | -           | ?+     | 3+     |
| 2019-2020       | SMS Łódź        | EK              | ?          | 3          | CP              | ?               | ?               | -                  | -                  | -                  | -           | -           | -           | ?+     | 3+     |
| 2020-2021       | SMS Łódź        | EK              | 21         | 5          | CP              | ?               | ?               | -                  | -                  | -                  | -           | -           | -           | 21+    | 5+     |
| Totale SMS Łódź | Totale SMS Łódź | Totale SMS Łódź | 21+        | 11         | -               | ?               | ?               | -                  | -                  | -                  | -           | -           | -           | 65     | 3      |
| 2021-2022       | Colonia         | FB              | 19         | 0          | CG              | 2               | 0               | -                  | -                  | -                  | -           | -           | -           | 25     | 3      |
| 2022-2023       | Colonia         | FB              | 7          | 0          | CG              | 2               | 0               | -                  | -                  | -                  | -           | -           | -           | 23     | 2      |
| 2023-2024       | Colonia         | FB              | 11         | 1          | CG              | 1               | 0               | -                  | -                  | -                  | -           | -           | -           | 23     | 2      |
| 2024-2025       | Colonia         | FB              | 22         | 2          | CG              | 1               | 0               | -                  | -                  | -                  | -           | -           | -           | 13     | 1      |
| Totale Colonia  | Totale Colonia  | Totale Colonia  | 59         | 3          | -               | 6               | 0               | -                  | -                  | -                  | -           | -           | -           | 65     | 3      |
| Totale carriera | Totale carriera | Totale carriera | 59         | 3          | -               | 6               | 0               | -                  | -                  | -                  | -           | -           | -           | 65     | 3      |